# Östra Ingelstads kyrka
Östra Ingelstads kyrka är en kyrkobyggnad i Östra Ingelstad. Den tillhör Smedstorps församling i Lunds stift.

## Kyrkobyggnaden
Ursprungliga kyrkan uppfördes omkring år 1150 i romansk stil och tillskrivs Carl stenmästare. Senare har torn samt vapenhus tillkommit. I kyrkorummet finns medeltida kalkmålningar som möjligtvis är målade av Bjäresjömästaren. Långhus och kor har massiva tunnvalv av kalksten.

## Inventarier
- Dopfunten av sandsten dateras till 1100-talet.
- Altaruppsats och predikstol är från 1600-talet.
- En mindre klocka gjuten 1755 av klockgjutare Andreas Wetterholtz i Malmö finns men inte upphängd. Den har inskription och har no. 263.

### Orgel
- Den nuvarande orgeln byggdes 1915 av A. Magnussons Orgelbyggeri AB, Göteborg och är en orgel med mekanisk traktur och pneumatisk låda. Orgeln har fasta kombinationer.

| Manual            | Pedal   | Koppel     |
| Borduna 16´ B/D   | Bihängd | Man/Ped    |
| Principal 8´      |         | Man 4'/Man |
| Gedackt 8'        |         |            |
| Rörflöjt 8'       |         |            |
| Salicional 8'     |         |            |
| Octava 4'         |         |            |
| Octava 2'         |         |            |
| Kvinta 1 1/3'     |         |            |
| Crescendosvällare |         |            |